# Tadeusz Smolnicki (policjant)
Tadeusz Józef Leopold Smolnicki (ur. 7 kwietnia 1894 we Lwowie, zm. 1940 w Kalininie) – komisarz Policji Państwowej, jedna z ofiar zbrodni katyńskiej.

## Życiorys
Syn Antoniego i Leonii z Wanczarowskich. Ukończył gimnazjum we Lwowie i uzyskał absolutorium na Wydziale Prawa Uniwersytetu Jana Kazimierza. Od 1912 roku członek Drużyny Sokoła Macierzy we Lwowie, później w Legionie Wschodnim. Od 12 października 1912 roku żołnierz Legionów Polskich, posługiwał się pseudonimem Tadeusz Sas. W latach 1918–1920 pracował w Czerwonym Krzyżu w Skałacie. Od 20 stycznia 1920 roku w Policji Państwowej. Służył w województwie wołyńskim, 3 sierpnia 1932 roku przeniesiony do Komendy Głównej, kierownik referatu spraw przeciwpaństwowych w Centrali Śłużby Śledczej. W 1935 roku w Urzędzie Śledczym w Łodzi. Od 1937 roku do września 1939 roku w Urzędzie Śledczym m.st. Warszawy.
Po agresji ZSRR na Polskę w 1939 roku znalazł się w niewoli radzieckiej w specjalnym obozie NKWD w Ostaszkowie. Zamordowany przez NKWD wiosną 1940 roku jako jedna z ofiar zbrodni katyńskiej. Pochowany w Miednoje.

## Awans pośmiertny i upamiętnienie
4 października 2007 roku Tadeusz Smolnicki został pośmiertnie awansowany na stopień nadkomisarza Policji Państwowej.

## Odznaczenia
- Medal Niepodległości – 21 kwietnia 1937 „za pracę w dziele odzyskania niepodległości”[4]
- Srebrny Krzyż Zasługi
- Medal Dziesięciolecia Odzyskanej Niepodległości
- Odznaka Honorowa „Orlęta”